# درة تونم نمي (أبو الفارس)
درة تونم نمي (بالفارسية: دره تونم‌نمی) هي منطقة سكنية تقع في إيران في قسم أبو الفارس الريفي. يقدر عدد سكانها بـ 1,416 نسمة .